# Rouillac (Côtes-d'Armor)
Rouillac is een gemeente in het Franse departement Côtes-d'Armor, in de regio Bretagne. De plaats maakt deel uit van het arrondissement Dinan.

## Geografie
De oppervlakte van Rouillac bedraagt 15,7 km².
De onderstaande kaart toont de ligging van Rouillac (Côtes-d'Armor) met de belangrijkste infrastructuur en aangrenzende gemeenten.

## Demografie
Onderstaande figuur toont het verloop van het inwonertal (bron: INSEE-tellingen).
1. ↑  Populations de référence 2022.